# Skibsteknik
Skibsteknik omfatter alle konstruktionsmæssige parametre omkring bygningen af et skib. Dette arbejde, som omfatter disse forhold, udføres af ingeniører uddannet til formålet, skibsingeniører, maskiningeniører, elektroingeniører og andre.
Faget Skibsteknik hører med til pensum på navigationsskolerne og maskinmesterskolerne.
Nybygning af skib.
I kontraheringsfasen udarbejdes en specifikation, i samråd med kontrahenten, som i detaljer beskriver fartøjet, dvs. skibstype, hoveddimmensioner, lasteevne, fart, passagerantal, navigationsudstyr, aptering, udrustning, maskineri, elektriske systemer etc. Samtidig fastlægges i hvilket klassifikationsselskab skibet skal registreres.
På grundlag af specifikationen udarbejdes alle relevante beregninger og opstillinger i forbindelse med stabilitet, lækberegninger, statisk opdrift, laste/ losse manualer, nødvendig fremdrivningskapacitet kW/ hk med tilhørende linjetegning, malesystemer, materialespecifikationer osv.
Vigtig i denne fase er fastlæggelse af general- og maskinrumsarrangement, middelspant samt linjetegning.
Med linjetegningen, som basis, fremstilles der en skibsmodel af træ, som bliver udsat for forskellige afprøvninger og slæbeforsøg i en prøvetank.
Til brug for værkstederne, på bygningsstedet, her værft, fremstilles relevante arbejdstegninger med tilhørende dokumentation til kommende ejere.
I den afsluttende fase foretager ingeniørerne krængnings- og stablitetsprøver samt prøvesejlads, med det færdige produkt, under kontrol af offentlig myndighed, i Danmark Skibstilsynet (Direktoratet for statens skibstilsyn) og klassifikationsselskabet.